# Procambarus mirandai
Procambarus mirandai är en kräftdjursart som beskrevs av Villalobos 1954. Procambarus mirandai ingår i släktet Procambarus och familjen Cambaridae. IUCN kategoriserar arten globalt som livskraftig. Inga underarter finns listade i Catalogue of Life.